# Evgenij Kozlov

(E-E) Evgenij Kozlov. Foto von Hannelore Fobo, 1998

(E-E) Evgenij Kozlov (russisch (Е-Е) Евгений Козлов, transkribiert (JE-JE) Jewgeni Koslow; * 1955 in Leningrad, heute Sankt Petersburg) ist ein russischer Maler, der in Berlin lebt. Der Zusatz E-E ist sein Künstlername und seit 2005 seine alleinige Signatur.
Werke des Künstlers befinden sich im Russischen Museum, Sankt Petersburg, Tate Modern, London, Centre Pompidou, Paris, Abgeordnetenhaus Berlin, Muzeum Sztuki w Łodzi (Kunstmuseum Łódź), Aboa Vetus & Ars Nova, Turku, Davis Center, Harvard University, Cambridge und in weiteren öffentlichen sowie privaten Sammlungen. 

## Leben
Kozlovs frühes Interesse an der Kunst wurde durch den Besuch der Mittelschule an der Muchina Kunstakademie in Leningrad (seit 1994 wieder Stieglitz-Akademie) gefördert. 1978 wurde er Mitglied der Künstlergruppe „Letopis“. Anschließend, von 1982 bis 1989, war er Mitglied der von Timur Novikov gegründeten „Neuen Künstler“, der wichtigsten nonkonformistischen Künstlerbewegung Leningrads, die er durch seinen Stil beeinflusste. Sein Atelier „RUSSKOEE POLEE“ (Das Russische Feld, 1989–1991) an der Fontanka 145 war Treffpunkt für Künstler, Kuratoren und Galeristen. Dort schloss er Bekanntschaft mit der Berliner Kuratorin Hannelore Fobo, mit der er 1994 in Berlin das „Russkoee Polee 2“ eröffnete; das Atelier existierte bis 2008. In Berlin setzte er seine Sammlung russischer Kunst „2x3m“ fort, mit der er sich auf Werke zeitgenössischer russischer Künstler in diesem Format spezialisiert.
Eine der ersten Ausstellungen in Deutschland war 1991 „Der Weg der ockerfarbenen Elefanten“ auf Kampnagel in Hamburg, („Le Passage des éléphants ocres“ in Koproduktion mit dem Centre Culturel, Cherbourg, ebenfalls 1991). Sie zeigte mit Oleg Kotelnikov, Marina Koldobskaya und Evgenij Kozlov drei Künstler aus der inoffiziellen Kunstszene Leningrads und zeigte einen Ausschnitt aus Kozlovs Werk von 1989 bis 1991, darunter großformatige Werke aus der Serie „Die Neue Klassik“.
1998 malte der Künstler im Auftrag des Abgeordnetenhauses von Berlin das Porträt von Michail Sergejewitsch Gorbatschow für die Galerie der Ehrenbürger im Abgeordnetenhaus von Berlin.
„Miniaturen im Paradies“ hieß die Ausstellung von Evgenij Kozlov an der Siegessäule in Berlin. Die sechzehn sogenannten Miniaturen, Originalgemälde auf Stoff im Format von jeweils 5 × 2 Meter, vergleichbar mit „Gonfanonen“ – Prozessions- oder Kirchenfahnen –, wurden am 15. Juni 1995 am „Großen Stern“ an Fahnenstangen hochgezogen. Die Ausstellung musste vorzeitig abgebrochen werden, nachdem vier der „Miniaturen“ durch unbekannte Fans gestohlen wurden.
Maurizio Cattelan, Massimiliano Gioni und Ali Subotnick nahmen Evgenij Kozlov 2007 in die Liste der 100 „großen künstlerischen Einzelgänger“ (great solitary masters) auf.
2013 war er Teilnehmer der 55. Biennale di Venezia. In der zentralen Ausstellung Il Palazzo Enciclopedico wurde seine vielteilige Bildserie Das Leningrader Album gezeigt.

## Ausstellungen
- 1988: The New from Leningrad, Kulturhuset, Stockholm
- 1995: Miniatures in Paradise, Siegessäule, Berlin
- 1995: Absolute carte blanche, Forum Kunst Rottweil
- 2007: The Raw, The Cooked, the Packaged, Museum of Contemporary Art Kiasma, Helsinki
- 2011: Ostalgia, New Museum, New York
- 2012: No barriers, The Russian Museum, St. Petersburg
- 2013: Il Palazzo Enciclopedico, la Biennale di Venezia
- 2013: ASSA. The Last Generation of the Leningrad Avant-garde., The Russian Academy of Fine Arts Museum, Saint-Petersburg
- 2013: Blue Velvet – Works from the Matti Koivurinta Foundation Art Collection, Aboa Vetus & Ars Nova, Turku, Finland
- 2015: E-E=mc3, Hannah Barry Gallery, London
- 2016: E-E WEIGHT. SLEEP, Egbert Baqué Contemporary, Berlin
- 2016: Notes from the Underground, Muzeum Sztuki, Lodz, Poland

## Veröffentlichungen
- Das Leningrader Album (We are on our way to school singing songs hip and cool). Konkursbuch Verlag, Tübingen 2003, ISBN 3-88769-315-9
- E-E WEIGHT. SLEEP. Egbert Baqué Contemporary, Berlin 2016, ISBN 978-3-00-053194-1